# Mozart: Rondó hegedűre és zenekarra
A C-dúr rondó hegedűre és zenekarra K. 373. Wolfgang Amadeus Mozart zeneműve.
A kompozíció 1781. április 2-án keletkezett. Célja az volt, hogy Antonio Brunettinek, aki akkor a vezető hegedűs volt Salzburgban, legyen mit előadnia koncertjén, melyet Rudolph Joseph Colloredo hercegérsek bécsi lakásán tartottak április 8-án.
A mű nem túlságosan közismert darab, annak ellenére, hogy elég híres a fuvolára készült átirata.